# Hadzijska-moskee
De Hadzijska-moskee is een moskee in de stad Sarajevo in Bosnië en Herzegovina. Het is gelegen in Alifakovac, een wijk in de lokale gemeenschap Babića bašća, één van de oudste stedelijke nederzettingen in Sarajevo.

## Geschiedenis
De moskee werd gebouwd tussen 1541 en 1561 door de kwartiermeester van Gazi Husrev-beg, Vekil-Harrach, naar wie het oorspronkelijk vernoemd was.

## Architectuur
Het is omheind door een muur, waarbinnen zich een stenen fontein bevindt, die aan het begin van de 19e eeuw werd vernieuwd door de rechter uit Sarajevo Mustafa Fevzi, waar de inscriptie over gaat.